# Huonia hylophila
Huonia hylophila – gatunek ważki z rodziny ważkowatych (Libellulidae).